# SolarBR Coca-Cola
SolarBR Coca-Cola é uma joint venture brasileira fabricante e comerciante de cerveja, refrigerantes, sucos, energéticos e produtos lácteos com atuação nas regiões centro oeste,  norte e nordeste do Brasil. É de propriedade da Família Jereissati e da Família Melo em sociedade com a The Coca-Cola Company.
Fundada em 2013 a partir da fusão entre as fabricantes Renosa, Norsa e a Refrescos Guararapes é presidida por André Seabra Salles, sendo atualmente a segunda maior fabricante do sistema Coca-Cola Brasil e uma das 15 maiores fabricantes dos produtos Coca-Cola do mundo com 9 unidades fabris e 35 centros de distribuição.

## História
Formada a partir da fusão da Renosa, Norsa e Refrescos Guararapes a operação foi consolidada e oficializada em 23 de abril de 2013 após um longo período de consolidação que se estendeu desde 1998. A Solar Br é atualmente a segunda maior fabricante dos refrigerantes e demais produtos da The Coca-Cola Company no Brasil e possuindo uma capacidade produtiva de 3 bilhões de litros anuais de refrigerantes com 9 fábricas localizadas em cidades como Manaus (AM), São Luís (MA), Várzea Grande (MT), Jaboatão dos Guararapes (PE), Maceió (AL). Em sociedade com a The Coca-Cola Company opera a indústria norte-americana em Jaboatão dos Guararapes, PE.
Recentemente, a empresa anunciou uma fusão com o Grupo Simões de Manaus, que opera desde 1943, franqueada da Coca-Cola responsável pera região norte, onde possui a maior fábrica da The Coca-Cola Company no Brasil. A empresa também anunciou que irá abrir capital na bolsa de valores brasileira.

## Divisões

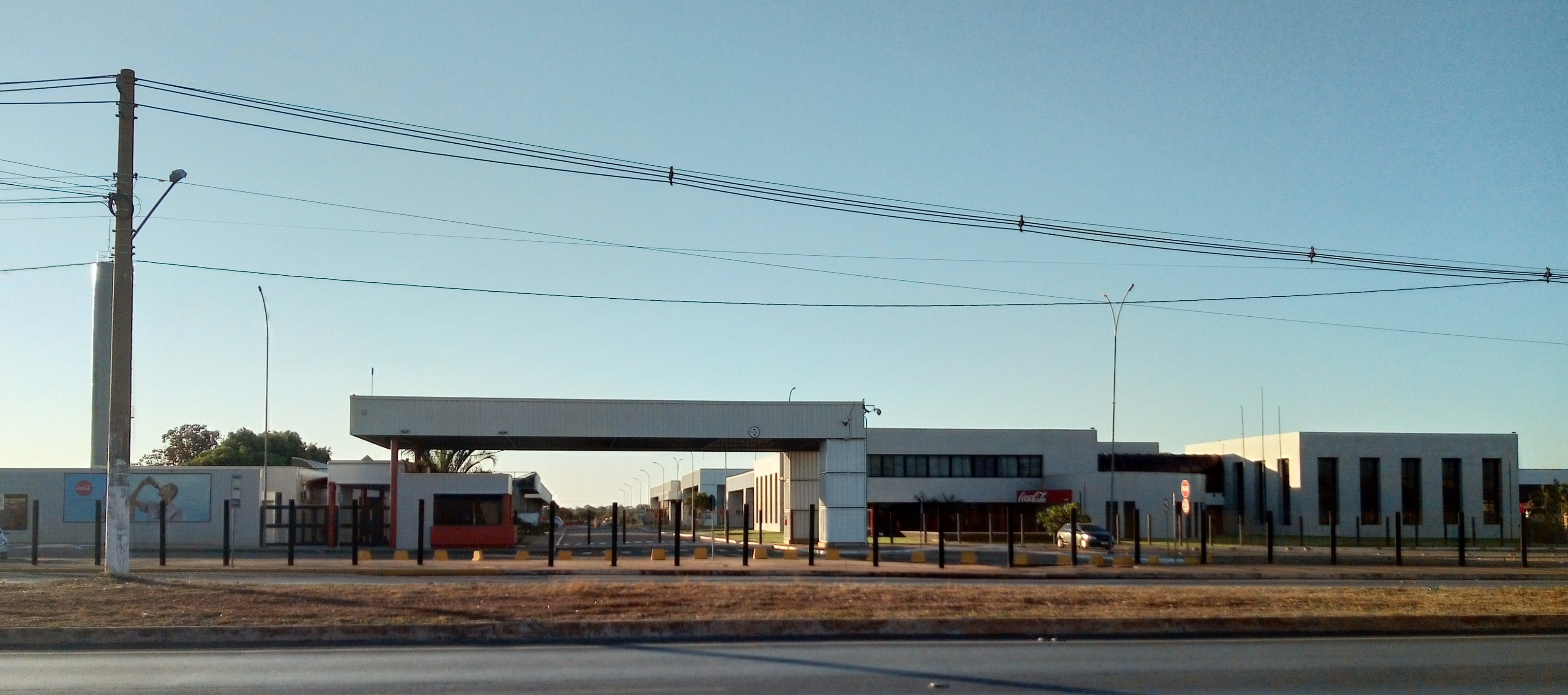
Planta industrial da SolarBR Coca-Cola em Várzea Grande na Região Metropolitana de Cuiabá.

Contando 35 centros de distribuição e 9 fábricas, a Solar BR Coca-Cola produz mais de 2 bilhões de litros de bebida e atende 300 mil pontos de venda, divida por 4 regiões de operação:
- Região Norte: sediada em Fortaleza no Ceará a divisão tem atuação nos estados do Ceará, Maranhão, Piauí e Tocantins;
- Regional Sul: sediada em Salvador na Bahia a regional tem atuação nos estados da Bahia e Sergipe;
- Regional Leste: sediada em Jaboatão dos Guararapes na Região Metropolitana do Recife (PE) a regional tem atuação nos estados de Alagoas, Paraíba, Pernambuco e Rio Grande do Norte;
- Regional Centro-Oeste : sediada em Várzea Grande na Região Metropolitana de Cuiabá (MT) a regional tem atuação nos estados de Mato Grosso e Goiás.[11]